# Altenrode (Schladen-Werla)
Altenrode ist ein Ortsteil der Gemeinde Schladen-Werla im Landkreis Wolfenbüttel, der aus nur wenigen Wohnhäusern und einem Gutshof besteht.

## Geografie
Der Ort liegt nördlich von Gielde am Südwestrand des Oderwalds.

## Geschichte
Die Siedlung Altenrode ist vor allem durch das Rittergut Altenrode geprägt. Der landwirtschaftliche Betrieb besteht bereits seit dem Mittelalter.
Als Vorwerk gehörte das Rittergut zum Kloster Heiningen; seit 1306 war es vollständig in dessen Besitz. Aus demselben Jahr stammt vermutlich die Gutsmauer, welche aus den Resten der Burg Gielde und möglicherweise auch der Kaiserpfalz Werla erbaut wurde.
1756 entstand das noch heute vorhandene Kapellenhaus als katholischer Kirch- und Schulraum.
Unter der Herrschaft Napoleons I. wurde das Bistum samt Kloster im Jahr 1810 aufgelöst. Es kam zur Privatisierung der Anlage. 1871 wurde das Rittergut mit ca. 205 ha Acker und Forst von dem Bremer Reeder Christian Heinrich Wätjen erworben. Dessen Familie ist bis heute im Besitz des Guts Altenrode, welches seit 1982 komplett unter Denkmalschutz steht.
Altenrode war Ortsteil von Gielde. Mit der Umwandlung der Samtgemeinde Schladen in eine Einheitsgemeinde am 1. November 2013 wurde der Ort ein Teil der Gemeinde Schladen-Werla.

## Wirtschaft und Infrastruktur
Altenrode ist über eine Kreisstraße zu erreichen, die Ohlendorf und Gut Nienrode im Westen mit Werlaburgdorf im Osten verbindet.